# Li Ling (Kugelstoßerin)
Li Ling (chinesisch 李玲, Pinyin Lǐ Líng; * 7. Februar 1985 in Shenyang) ist eine ehemalige chinesische Leichtathletin, die sich auf das Kugelstoßen spezialisiert hat.

## Sportliche Laufbahn
Erste Erfahrungen bei internationalen Meisterschaften sammelte Li Ling bei den Juniorenasienmeisterschaften 2004 in Ipoh, bei denen sie mit einer Weite von 16,08 m die Goldmedaille gewann. Im Jahr darauf gewann sie bei den Asienmeisterschaften in Incheon mit 18,04 m die Bronzemedaille hinter ihrer Landsfrau Li Meiju und Zhang Guirong aus Singapur. Anschließend siegte sie bei den erstmals ausgetragenen Hallenasienspielen in Bangkok mit einem Stoß auf 18,20 m. 2006 schied sie bei den Hallenweltmeisterschaften in Moskau mit 16,94 m in der Qualifikationsrunde aus und Mitte September gelangte sie beim IAAF World Cup mit 19,05 m auf den fünften Platz. Im Dezember nahm sie an den Asienspielen in Doha teil und gewann dort mit 18,42 m die Goldmedaille. 2007 gewann sie bei den Weltmeisterschaften in Osaka mit 19,38 m im Finale nach dopingbedingter Disqualifikation der Belarussin Nadseja Astaptschuk die Bronzemedaille hinter der Neuseeländerin Valerie Adams und Nadine Kleinert aus Deutschland. Im Jahr darauf verpasste sie bei den Hallenweltmeisterschaften in Valencia mit 17,76 m den Finaleinzug. Im Sommer nahm sie erstmals an den Olympischen Sommerspielen im heimischen Peking teil und gelangte dort mit 17,94 m im Finale auf Rang zwölf.
2009 siegte sie bei den Ostasienspielen in Hongkong mit einer Weite von 17,95 m und im Jahr darauf verteidigte sie bei den Asienspielen in Guangzhou mit persönlicher Bestleistung von 19,94 m ihren Titel. 2011 erreichte sie bei den Weltmeisterschaften in Daegu mit 19,71 m im Finale den fünften Platz. 2012 steigerte Li Ling in Wiesbaden ihre Bestweite auf 19,95 m und gewann anschließend bei den Olympischen Spielen in London nach der 2016 erfolgten Disqualifikation der Russin Jewgenija Kolodko mit 19,63 m im Finale die Bronzemedaille hinter Valarie Adams und ihrer Landsfrau Gong Lijiao. Im Jahr darauf wurde sie bei den Weltmeisterschaften in Moskau mit 18,39 m im Finale Fünfte und bestritt anschließend bei den Nationalen Spielen in Shenyang ihren letzten offiziellen Wettkampf und beendete daraufhin ihre aktive sportliche Karriere im Alter von 28 Jahren.
2006 wurde Li chinesische Meisterin im Kugelstoßen.

## Persönliche Bestleistungen
- Kugelstoßen: 19,95 m, 25. Juli 2012 in Wiesbaden
  - Kugelstoßen (Halle): 18,77 m, 27. Februar 2008 in Peking